# Шмрика
Шмрика је насељено место у саставу града Краљевице у Приморско-горанској жупанији, Република Хрватска.

## Историја
До територијалне реорганизације у Хрватској налазила се у саставу старе општине Ријека.

## Становништво
На попису становништва 2011. године, Шмрика је имала 988 становника.

## Попис1991.
На попису становништва 1991. године, насељено место Шмрика је имало 758 становника, следећег националног састава:
| Попис 1991.‍  | Попис 1991.‍  | Попис 1991.‍ | Попис 1991.‍ | Попис 1991.‍ |
| ------------ | ------------ | ----------- | ----------- | ----------- |
|              |              |             |             |             |
| Хрвати       | Хрвати       |             | 687         | 90,63%      |
| Срби         | Срби         |             | 14          | 1,84%       |
| Југословени  | Југословени  |             | 9           | 1,18%       |
| Муслимани    | Муслимани    |             | 7           | 0,92%       |
| Словенци     | Словенци     |             | 5           | 0,65%       |
| Црногорци    | Црногорци    |             | 3           | 0,39%       |
| Словаци      | Словаци      |             | 1           | 0,13%       |
| Чеси         | Чеси         |             | 1           | 0,13%       |
| неопредељени | неопредељени |             | 24          | 3,16%       |
| регион. опр. | регион. опр. |             | 1           | 0,13%       |
| непознато    | непознато    |             | 6           | 0,79%       |
| укупно: 758  |              |             |             |             |